# Hala Filipka
Die Alm Hala Filipka ist eine Alm auf den Hängen des Gipfels Gęsia Szyja in der polnischen Hohen Tatra in der Woiwodschaft Kleinpolen.

## Geschichte
Die Alm wurde im 17. Jahrhundert angelegt und war bis zur Gründung des Tatra-Nationalparks im Jahr 1954 in Betrieb. Die Eigentümer wurden 1961 enteignet. Seitdem die Viehwirtschaft eingestellt wurde, wächst die Alm mit Nadelwald und Bergkiefern zu.

## Tourismus
Auf der Alm befindet sich ein Wanderweg. 
- ▬ Ein blauer markierter Wanderweg führt von der Alm Zazadnia zur Alm Rusinowa Polana.